# Vase von Warka

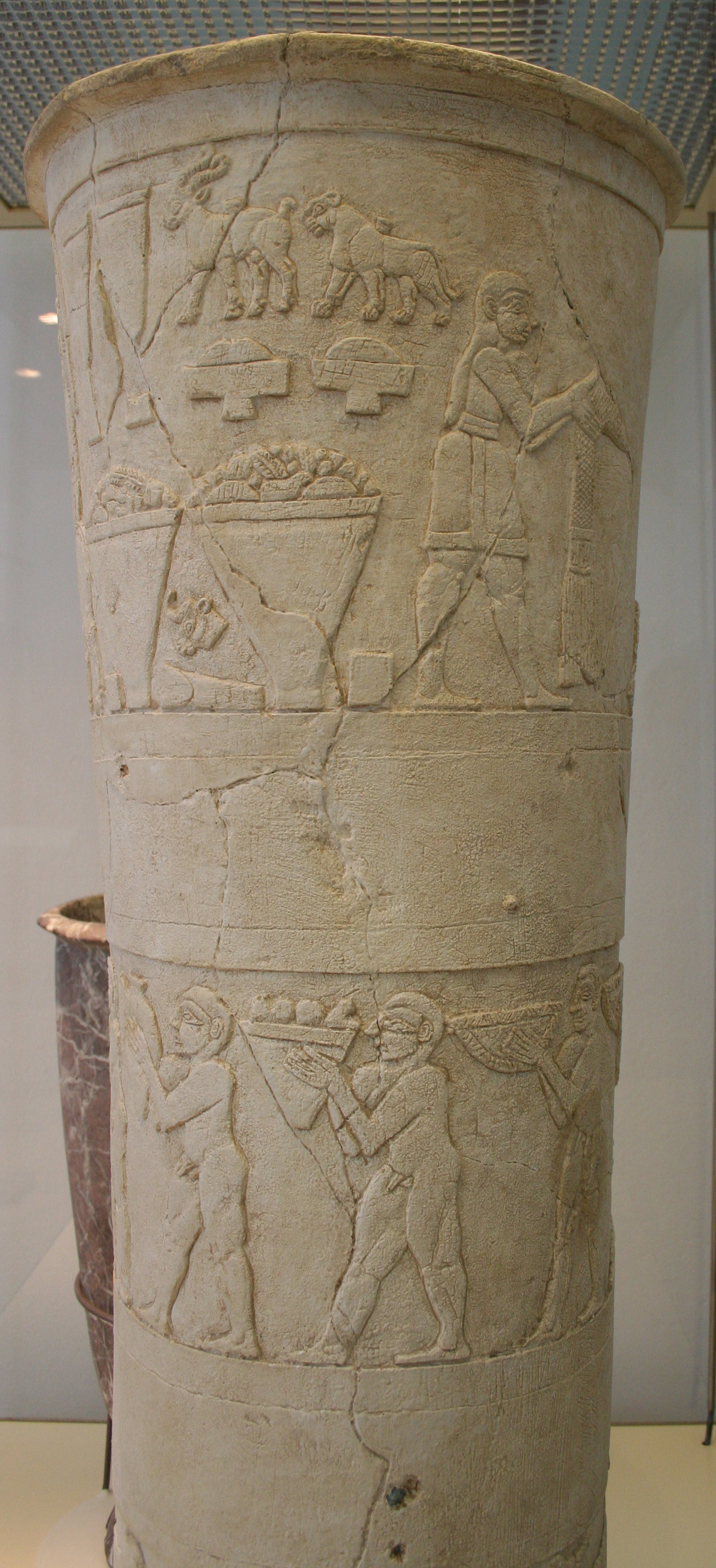
Kopie der Vase im Pergamonmuseum in Berlin

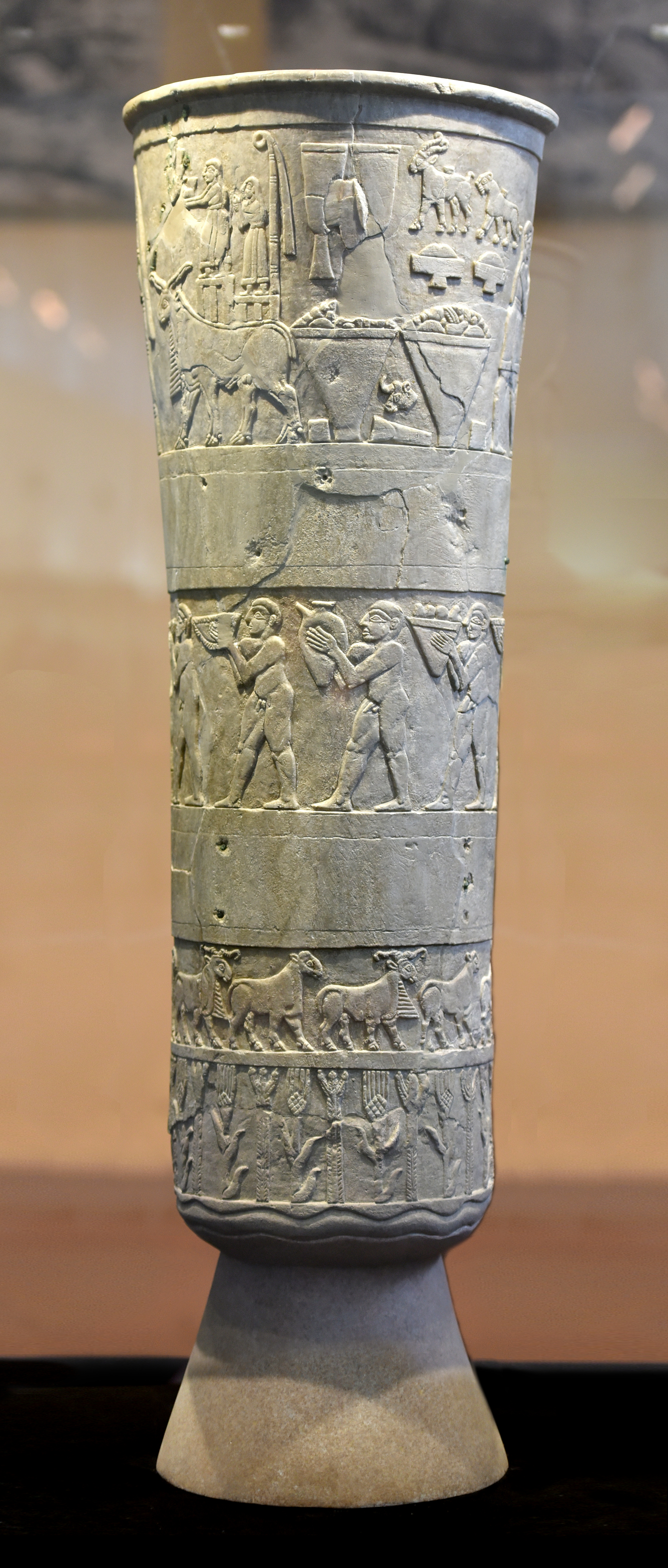
Das heilige Glas von Warka, aufbewahrt im Nationalmuseum des Irak.

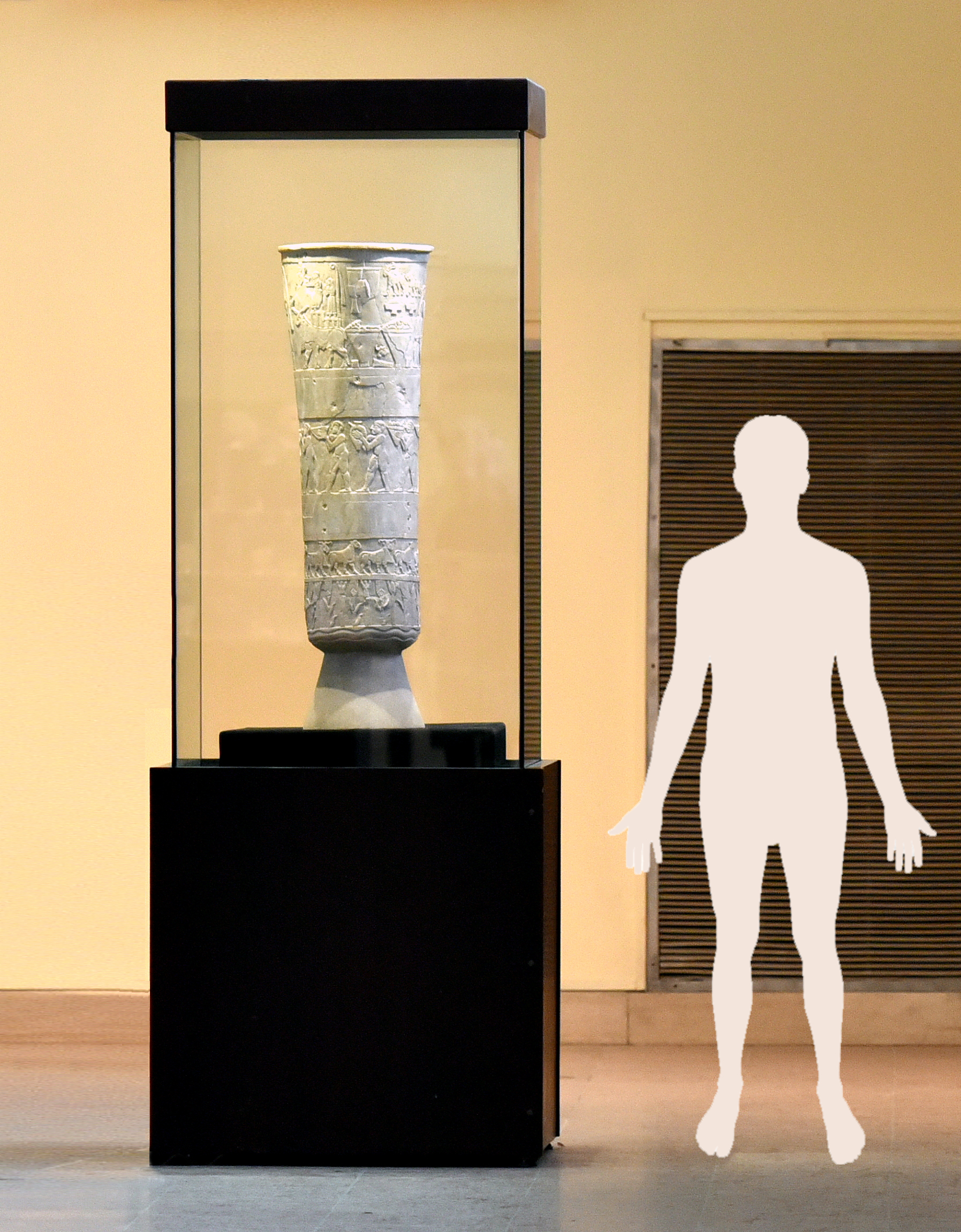
Die Votivvase von Warka in ihrer Vitrine in der Sumerischen Galerie des Irak-Museums. Sie ist etwa 1 Meter hoch.

Die Vase von Warka (Uruk-Vase) ist eines der bedeutendsten Beispiele urukzeitlicher Reliefkunst; sie stammt aus dem vierten vorchristlichen Jahrtausend. Das 93 cm hohe Kultgefäß aus Alabaster zeigt als Reliefs ausgeführte und auf mehrere Register verteilte Details eines kultischen Festes.

## Bildinhalte
Die Reliefs der Vase werden als früheste Darstellungen der mesopotamischen Weltordnung angesehen, aufgeteilt in vier Bereiche: In den unteren zwei Registern wird die Tier- und Pflanzenwelt des Deltas von Tigris und Euphrat dargestellt, in der Mitte die menschliche Sphäre mit nackten Männern, die Körbe tragen; das obere Register zeigt eine kultische Szene mit der Priesterin der Göttin Inanna, der sumerischen Gottheit der Liebe und Fruchtbarkeit.
Die Einzigartigkeit des frühsumerischen Kunstwerks ist aufgrund seiner erzählerischen Kraft und der Bedeutung des Gefäßes als Kultgerät unbestritten; die Vase gilt zudem als frühestes Beispiel narrativer Reliefkunst.

## Das Schicksal der Vase im 20. Jahrhundert
Während deutscher Ausgrabungen in Uruk, dem heutigen Warka, im Winter 1933/1934 kam in der sogenannten archaischen Schicht III des Tempelbezirkes der Göttin Inanna eine große Anzahl von Fundstücken zutage. Unter ihnen befanden sich auch die Fragmente der monumentalen Vase. Eine Gipsabformung des rekonstruierten Originals wird aufgrund der besonderen kulturgeschichtlichen Bedeutung seit vielen Jahrzehnten im Raum 5 des Berliner Vorderasiatischen Museums zusammen mit dem Fragment eines weiteren ähnlichen Gefäßes gezeigt.
Im National Museum Irak in Bagdad war die Vase ein Hauptanziehungspunkt der Ausstellung zur frühen sumerischen Kunst. Während der amerikanischen Invasion 2003 war es eines der Tausende von Artefakten, die gestohlen wurden. Die Vase wurde am 12. Juni 2003 in fragmentiertem Zustand an das Irakische Nationalmuseum in Bagdad zurückgegeben.